# Thanniyam
Thanniyam är en ort i Indien.   Den ligger i distriktet Thrissur District och delstaten Kerala, i den södra delen av landet, 2 000 km söder om huvudstaden New Delhi. Thanniyam ligger 15 meter över havet och antalet invånare är 8 449.
Terrängen runt Thanniyam är mycket platt. Runt Thanniyam är det mycket tätbefolkat, med 1 517 invånare per kvadratkilometer. Närmaste större samhälle är Trichūr, 14,4 km nordost om Thanniyam. I omgivningarna runt Thanniyam växer huvudsakligen savannskog.